# Graphania simillima
Graphania simillima là một loài bướm đêm trong họ Noctuidae.